# Erik Stenfors
}Erik Ivar Bertil Stenfors, född 7 november 1966 i Djursholm, är en svensk entreprenör, företagsledare och innovatör.

## Biografi
Erik Stenfors är civilingenjör i teknisk fysik och studerade vid KTH. 1984 startade han bolaget Modern Gadgets HB, som han drev parallellt med studierna. Företaget var verksamt inom mjukvara och konstruktion av hårdvarunära operativsystem. 1992 kom Stenfors till tjänsten som R&D-chef på Minec Systems AB, där han var ansvarig för att utveckla och införa en skräddarsydd handdator för AB Svensk Bilprovning. Efter att ha rekryterats av Qcom AB för att bygga upp en tillverkningsenhet utomlands bodde och arbetade Stenfors i Polen i slutet av 1990-talet. Där uppförde han  en produktionsanläggning för kretskortstillverkning, som därefter köptes av Flextronics 1999.
Stenfors grundade 1999 elektroniktillverkaren NOTE med idén att skapa en svensk och global elektroniktillverkare. Han skapade därför en internationell allians för elektroniktillverkare med NOTE som bas, ”the EMS-Alliance”, med medlemmar från Europa, Nordamerika, Sydamerika, Kina och Indien. Under 00-talet blev NOTE ett av Sveriges snabbast organiskt växande bolag och erhöll flera priser, bland annat SvD:s pris ”De Gyllene skorna”. 2004 erhöll Stenfors pris från EYs “Entrepreneur of the Year”. Erik Stenfors var VD/styrelsemedlem fram till år 2006 då bolaget börsnoterats. När han lämnade NOTE omsatte bolaget drygt 1,7 miljarder SEK, med ett rörelseresultat på drygt 100 MSEK.
År 2007 bodde Stenfors i London och startade ett e-handelsbolag, Urchin Ltd, som utvecklade och sålde produkter för barnfamiljer. Företaget vann internationellt erkännande, bland annat erhölls ”Mother & Baby award” 2007 för en innovativ babyvakt, och designpriset ”Red Dot Award” för en barntermometer. Andra produkter som uppmärksammades var världens första graviditetskudde och en lära-gå-sele.
År 2008 startade Stenfors en distributör av barn- och babyprodukter i Sverige, Wonderful Times Group AB (WTG). WTG börsnoterades 2008 och hade då cirka 30 anställda med 100 MSEK i omsättning. Stenfors kvarstod som styrelseordförande för WTG fram till år 2014. År 2008 grundade Stenfors industristrategen HANZA AB, med idén att koppla ihop olika tillverkningsteknologier för att skapa ett komplett erbjudande för produktbolag som lägger ut sin tillverkning. HANZA har varit en av 2010-talets snabbast växande tillverkare, med en genomsnittlig årlig tillväxt på 20 procent. Sedan år 2014 är HANZA noterat på Nasdaq och 2024 hade HANZA cirka 2 600 anställda i sju länder och en försäljning på ca 5 miljarder kronor. HANZA har också utmärkt sig genom att uppvisa en för tillverkningsindustrin ledande rörelsemarginal på drygt 9 procent. Stenfors har varit VD sedan HANZA grundades. 
Stenfors deltar aktivt i samhällsdebatten.
Erik Stenfor är son till departementsrådet Bo Ivar Lennart Stenfors, född 1928, Djursholm. Han är sedan 2000 gift och har tre döttrar.